# Mōri Takamoto
Mōri Takamoto est un nom japonais traditionnel ; le nom de famille (ou le nom d'école), Mōri, précède donc le prénom (ou le nom d'artiste).
Mōri Takamoto (毛利 隆元, 1523-18 septembre 1563) est un daimyo (seigneur féodal japonais) de la province d'Aki au cours de l'époque Sengoku de l'histoire du Japon. Il est le fils ainé légitime de Mōri Motonari.

## Biographie
Né à Tajihi dans la province d'Aki, Takamoto est envoyé à l'âge de 14 ans dans la province de Suo comme otage d'Ōuchi Yoshitaka, cela pour assurer la loyauté de son père à Ōuchi. Il est autorisé à rentrer chez lui en 1540, trois ans plus tard, au château de Yoshida-Kōriyama du clan Mōri.
En 1555, Sue Harukata, un des vassaux d'Ōuchi, organise un coup d'État et force Ōuchi Yoshitaka à commettre le seppuku. Il est ensuite attaqué par Mōri Takamoto et son père et est défait à la bataille de Miyajima. Les Mōri, qui défont les forces alliées Sue et Ōuchi, accèdent ainsi au pouvoir dans la région de Chūgoku (la zone ouest de Honshū) et demeurent une faction puissante et influente pour la plupart du reste du XVIe siècle. À la retraite de son père, deux ans plus tard, Takamoto hérite formellement de la direction de la famille mais son père Motonari continue à exercer un contrôle effectif sur les affaires du clan.
Lorsque Ōuchi Yoshinaga décède cette même année (1557), les Mōri y voient une occasion de s'emparer des terres du clan Ōuchi. Ils doivent cependant prendre en considération le clan Ōtomo à l'ouest et le clan Amago au nord qui ont de semblables visées. Cependant, Takamoto bénéficie d'une impulsion considérable à son pouvoir en 1560-1563, quand il est nommé gouverneur (shugo) des provinces d'Aki, Nagato, Suo et Bitchū par le shogun Ashikaga Yoshiteru. Amago Haruhisa meurt soudainement en 1560 et Ōtomo Sōrin commence à consacrer des ressources importantes en vue d'attaquer le territoire Amago.
Sur les conseils ou les ordres de son père, Takamoto saisit l'occasion pour attaquer le territoire des Ōuchi. Il se trouve à la tête des armées Mori dans la province de Bingo lorsque, le 18e jour du 9e mois de 1563, il meurt subitement d'empoisonnement alimentaire à l'âge de 41 ans. Les historiens ont depuis identifié Wachi Saneharu, un samouraï de la province de Bingo, comme auteur du crime.
Mōri Motonari accuse un certain nombre de samouraïs de conspiration dans l'assassinat de son fils et les contraint à commettre le seppuku. Mōri Terumoto, le fils de Takamoto, est choisi pour être son héritier mais Motonari continue à exercer le pouvoir véritable.

## Famille
- Père : Mōri Motonari (1497-1571)
- Frères :
  - Kikkawa Motoharu (1530-1586)
  - Kobayakawa Takakage (1533-1597)
  - Mōri Motokiyo (1551-1597)
- Fils : Mōri Terumoto (1553-1625)

## Source de la traduction
- (en) Cet article est partiellement ou en totalité issu de l’article de Wikipédia en anglais intitulé « Mōri Takamoto » (voir la liste des auteurs).